# Mały Regiel (Tatry Zachodnie)
Mały Regiel (1141 m) – reglowe wzniesienie pomiędzy dolną częścią Doliny Kościeliskiej a Stanikowym Żlebem. Stanowi zakończenie północno-zachodniej grani Małołączniaka. Od północnej strony jego stoki opadają do Rowu Kościeliskiego, a ich podnóżami biegnie Droga pod Reglami, od zachodniej strony do dolnej części Doliny Kościeliskiej od jej wylotu po polanę Wyżnia Kira Miętusia. Ze stoków tych opadają na polanę dwa niewielkie, nienazwane żleby. Na północnym skraju polany w stokach Małego Regla występują stromo podcięte skały tworzące wschodnie wrota Niżniej Kościeliskiej Bramy (Brama Kantaka). Od wschodniej strony stoki opadają dość stromo do dolnej części Stanikowego Żlebu. Od południa przełęcz Niżnie Stanikowe Siodło (ok. 1120 m) oddziela Mały Regiel od grzbietu Czerwonego Gronika (1294 m).
Mały Regiel zbudowany jest ze skał osadowych, głównie z piaskowców i zlepieńców, a także wapieni numulitowych. U jego północno-zachodnich podnóży znajduje się np. Jarcowa Skałka zbudowana z wapieni, również Niżnią Kościeliską Bramę budują skały wapienno-dolomitowe. Ze żlebów opadających do Wyżniej Kiry Miętusiej spływają niewielkie potoki, często wysychające. Jednak po dużych opadach ich wezbrane wody znoszą ze stoków dużo rozkruszonego gruzu skalnego i gleby, tworząc na polanie stożki napływowe, które po wschodniej stronie znacznie już podniosły niegdyś równe dno Kościeliskiego Potoku, na którym znajduje się ta polana. W zachodnim zboczu Małego Regla znajduje się jaskinia Schron w Małym Reglu.
Szczyt jest całkowicie zalesiony, ale las na północno-zachodnich stokach jest silnie przerzedzony. Wśród świerków, buków i jodeł występują tutaj reliktowe sosny. Nie prowadzą przez niego szlaki turystyczne, jedynie północnymi podnóżami biegnie Droga pod Reglami.

## Szlaki turystyczne
– Droga pod Reglami, szlak turystyki pieszej, rowerowej i narciarskiej.